# Плоский
Пло́ский (болг. Плоски) — село в Благоєвградській області Болгарії. Входить до складу общини Санданський.

## Населення
За даними перепису населення 2011 року у селі проживала 631 особа, з них 601 особа (99,8%) — болгари.
Розподіл населення за віком у 2011 році:
Динаміка населення: